# Campionati europei di tuffi 2012 - Piattaforma 10 metri sincro femminile
La gara della piattaforma da 10 metri sincro femminile degli Europei 2012 è stata disputata il 17 maggio 2012 e vi hanno partecipato 6 coppie di atlete. Le qualificazioni si sono svolte nel pomeriggio e, per il basso numero di partecipanti, non hanno sancito eliminazioni ma sono servite a stabilire l'ordine di esecuzione della finale, svoltasi in serata.

## Medaglie
| Posizione | Paese         | Atlete                                |
| --------- | ------------- | ------------------------------------- |
| Oro       | Gran Bretagna | Tonia Couch Sarah Barrow              |
| Argento   | Ucraina       | Viktoriya Potyekhina Julija Prokopčuk |
| Bronzo    | Germania      | Nora Subschinsky Christin Steuer      |

## Qualifiche
| Pos. | Nazione       | Atlete                                | Punti  |
| ---- | ------------- | ------------------------------------- | ------ |
| 1    | Gran Bretagna | Tonia Couch Sarah Barrow              | 310.20 |
| 2    | Germania      | Nora Subschinsky Christin Steuer      | 293.34 |
| 3    | Ucraina       | Viktoriya Potyekhina Julija Prokopčuk | 280.98 |
| 4    | Francia       | Audrey Labeau Laura Marino            | 278.85 |
| 5    | Russia        | Yulia Koltunova Ekaterina Petuhova    | 277.92 |
| 6    | Ungheria      | Zsófia Reisinger Villő Kormos         | 257.67 |

## Finale
| Pos. | Nazione       | Atlete                                | Punti  |
| ---- | ------------- | ------------------------------------- | ------ |
|      | Gran Bretagna | Tonia Couch Sarah Barrow              | 319.56 |
|      | Ucraina       | Viktoriya Potyekhina Julija Prokopčuk | 310.68 |
|      | Germania      | Nora Subschinsky Christin Steuer      | 303.93 |
| 4    | Francia       | Audrey Labeau Laura Marino            | 290.31 |
| 5    | Russia        | Yulia Koltunova Ekaterina Petuhova    | 288.54 |
| 6    | Ungheria      | Zsófia Reisinger Villő Kormos         | 260.16 |

## Fonti
- (EN)  Omegatiming.com - Qualifiche[collegamento interrotto]
- (EN)  Omegatimng.com - Finale[collegamento interrotto]